# Maubec (Vaucluse)
Maubec  ist eine französische Gemeinde mit 1915 Einwohnern (Stand 1. Januar 2022) im Département Vaucluse in der Region Provence-Alpes-Côte d’Azur.

## Geographie
Maubec liegt ungefähr acht Kilometer östlich von Cavaillon und ist mit den Gemeinden Robion, Taillades und Oppède benachbart.
Die Gemeinde befindet sich am Westende des nördlichen Luberon inmitten des Regionalen Naturparks Luberon und gliedert sich in zwei Ortsteile: Coustellet im Tal des Coulon-Flusses und die Altstadt am Gebirgshang.

## Geschichte
Die ältesten menschlichen Spuren lassen sich bis ans Ende des Neolithikums (2300 bis 1800 v. Chr.) zurückverfolgen. In der Maillet-Höhle am Rande des Luberon fand man eine Begräbnisstätte aus dieser Zeit, die eine Vase, sowie Kupfer- und Muschelschmuck beherbergte.
In gallo-römischer Zeit lag der Ort unweit der Via Domitia, die von Italien nach Spanien führte. In der Nähe von Maubec wurden auch zwei gallo-römische Grabstätten entdeckt.
Die erste urkundliche Erwähnung erfolgte im 13. Jahrhundert. 1251 gehörte Maubec zum Comtat Venaissin und war ein Lehnsgut des Toulouser Grafen Alfons von Poitiers. Nach dem Tode von Alfons wurde Maubec an mehrere Grundherren weitergegeben. Bis 1316 gehörte der Ort zu Bernard de Claret, danach seinem Sohn Pierre Claret und ging schließlich 1477 an die Familie Brancas. Zu dieser Zeit ließen sich auch aus den Alpen und dem Piemont stammende Waldenser in dieser Gegend nieder. Bis 1529 war Maubec teilweise in päpstlichem Besitz. Gaucher de Brancas erwarb die vollständigen Herrschaftsrechte über das Lehnsgut, das bis zur Revolution zur mächtigen Familie Brancas-Villars gehörte. Das Schloss wurde 1562 während der Hugenottenkriege durch Protestanten unter Führung von François de Beaumont niedergebrannt und später wieder neu aufgebaut. Von der Französischen Revolution blieb die Gemeinde größtenteils verschont und wurde 1791 wieder ins Comtat Venaissin eingegliedert. Mitte des achtzehnten Jahrhunderts wurden viele wichtige Einrichtungen ins Tal nach Coustellet verlegt, was zur schrittweisen Entvölkerung der Altstadt führte. Die alten Häuser zwischen dem Glockenturm und dem Schloss wurden abgerissen und seit den 1960ern durch moderne Bauten ersetzt. 1928 erfolgte der Bau des heutigen Rathauses.

### Bevölkerungsentwicklung
| Jahr      | 1962 | 1968 | 1975 | 1982 | 1990 | 1999 | 2006 | 2008 |
| --------- | ---- | ---- | ---- | ---- | ---- | ---- | ---- | ---- |
| Einwohner | 570  | 568  | 697  | 973  | 1199 | 1581 | 1763 | 1829 |

## Sehenswürdigkeiten

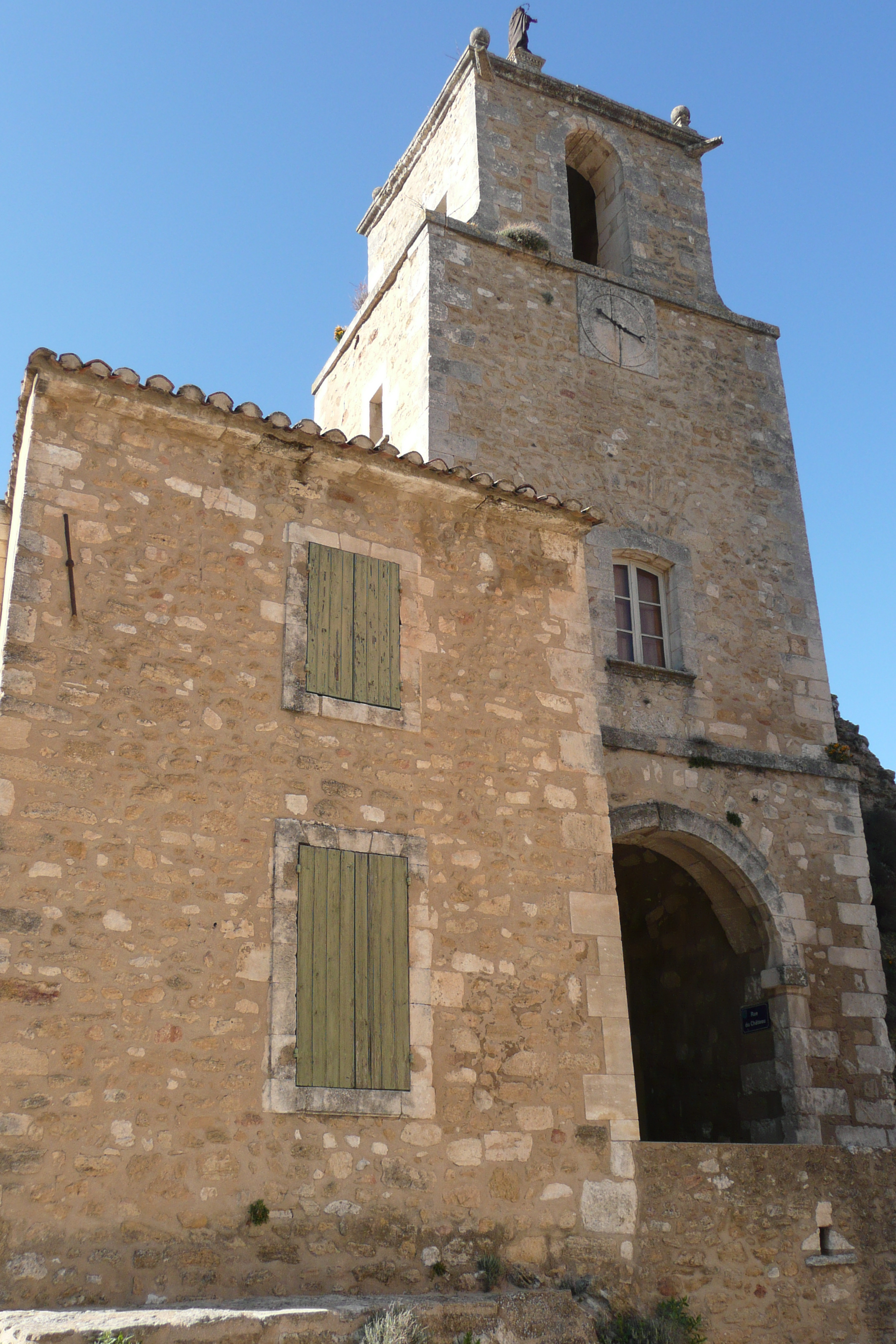
Uhrturm

Im oberen Teil der Gemeinde befinden sich restaurierte Häuser mit Nischen, überwölbten Gängen, gepflasterten Gassen usw.
- restauriertes Schloss
- Pfarrkirche Saint-Maurice aus dem Jahr 1753, barocke Bauelemente: Strebepfeiler, Glockenturm mit seitlicher Glocke,  dreiseitige Apsis, drei Kapellen, von einem Opaion überragtes Archivoltenportal
- Uhrenturm aus dem achtzehnten Jahrhundert mit einer Jungfrauenstatue auf der Spitze
- Coulon-Brücke, 1886 wiedererrichtet
- Missionskreuz auf der Esplanade
- Oratorium in der Nähe des Bauernhofs Saint-Baudile
- ehemalige Postkutschenstation und Kapelle an der N100 bei Coustellet
- mehrere Brunnen und Schöpfwerke